# Alexander Stewart, 1. Earl of Buchan

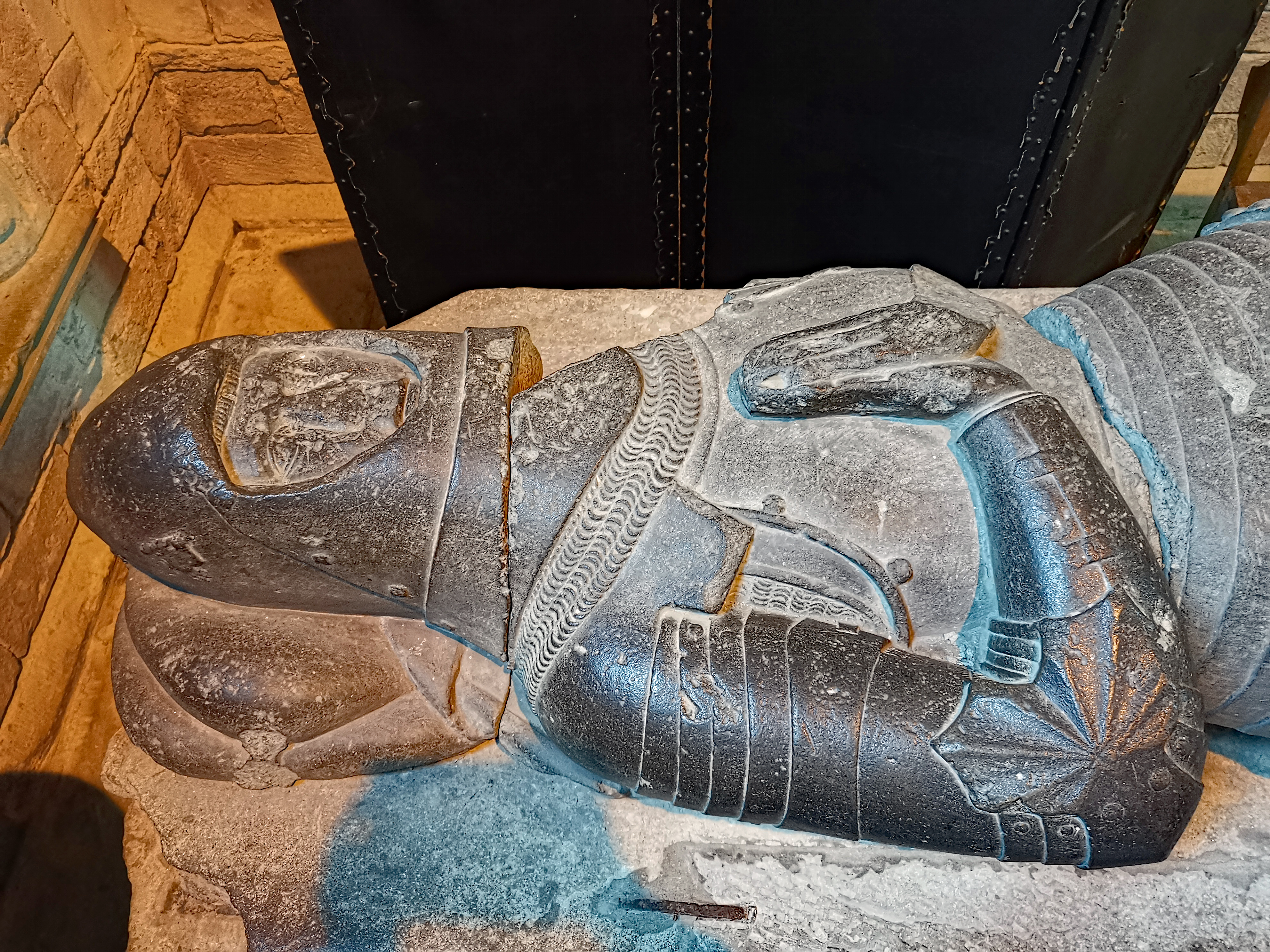
Grabplatte in der Kathedrale von Dunkeld

Alexander Stewart, 1. Earl of Buchan, iure uxoris Earl of Ross, Lord of Badenoch (* um 1343; † 24. Juli 1394), genannt Wolf of Badenoch, war ein schottischer Adeliger.

## Leben
Alexander Stewart wurde als vierter Sohn des späteren Königs Robert II. geboren, der zu dieser Zeit noch Truchsess (Steward) von Schottland war. Seine Mutter war, auch wenn die Rechtmäßigkeit dieser Ehe angezweifelt wurde, dessen erste Ehefrau Elizabeth Mure von Rowallan.
Auf Betreiben von Margaret Drummond, zweiter Frau von König David II., wurde Alexander wegen seines Widerstandes gegen die englandfreundliche Politik Davids II. im Januar 1368 verhaftet. Er wurde zu seinem Vater Robert und seinen drei Brüdern in Haft auf Loch Leven Castle gebracht; die Freilassung erfolgte erst 1370 – kurz vor dem Tod von David II., nachdem sich dieser von seiner Frau scheiden lassen wollte.
Nach der Krönung seines Vaters zum schottischen König wurde er 1372 zum „King's Lieutenant“ sowie zum obersten Richter aller Ländereien nördlich der Moray Firth ernannt, diese Ernennung führte 1380 zum (ersten) Zusammenstoß zwischen ihm und dem Bischof von Moray.
Im Sommer 1382 heiratete er Euphemia, 6. Countess of Ross und wurde aus ihrem Recht Earl of Ross. In dieser Zeit wurde er selbst zum Earl of Buchan sowie zum feudalen Lord of Badenoch ernannt. Er verließ seine Frau aber bereits wenig später wegen einer Geliebten namens Mariota. Euphemia wandte sich wegen dieses Ehebruchs an die Bischöfe von Moray und von Ross. Sie erhielt Recht, Alexander wurde am 2. November 1389 exkommuniziert und zu einer Strafe von 200 £ verurteilt. Der Earl brannte daraufhin die Städte Forres und Elgin einschließlich der Kathedrale in Elgin nieder. Die folgenden kirchliche Strafen ließen ihn jedoch reumütig werden. Nachdem er die Forderungen des Bischofs von Moray erfüllt und in Beisein seines Vaters Buße abgelegt hatte, wurde ihm vom Bischof von St. Andrews schließlich die Absolution erteilt.
Er hatte sieben illegitime Nachkommen (möglicherweise alle mit Mariota); die Söhne Alexander, Andrew, Duncan, James, Walter und Robert sowie die Tochter Margaret (⚭ Robert, Earl of Sutherland).
In der (heutigen Ruine) der Kathedrale von Dunkeld ist ein Grab mit liegender Statue und nahezu unleserlicher Inschrift zu finden, welches als seine letzte Ruhestätte angesehen wird.

## Legende
Um den Tod Alexanders rankt sich die Legende, dass er Schach mit dem Teufel gespielt habe: In Ruthven Castle (heute Huntingtower Castle), seinem letzten Herrensitz, wurde er von einem großen, dunkel gekleideten Mann besucht. Dieser wünschte eine Partie Schach mit Alexander zu spielen, wobei Alexander verlor. Als sein Gegner ihn matt setzte, erhob sich ein gewaltiges Unwetter; Wind, Donner und Blitz umtosten die Burg. Erst am nächsten Morgen legte sich der Sturm. Alexanders Männer wurden außerhalb der Burg gefunden, alle schwarz verbrannt, wie vom Blitz getroffen. Der Alexander Stewart selbst lag tot in der Halle, äußerlich unversehrt, wenn auch aus seinen Stiefelsohlen alle Nägel herausgezogen waren. Zwei Tage später fand die Prozession zu seiner Bestattung statt. Der Sarg nahm die erste Stelle der Prozession ein, worauf sich wieder ein fürchterlicher Sturm erhob. Erst als der Sarg an die letzte Stelle verlegt wurde, legte sich der Sturm.